# أفرو 684
أفرو 684 كانت اقتراح طائرة مقاتلة ثقيلة تطير على علو شاهق استخدمت في الحرب العالمية الثانية وهي تطوير من طائرة أفرو لان؛ستر.